# Christa Schubert
Christa Schubert (* 29. Mai 1955) ist eine ehemalige deutsche Volleyballspielerin.
Christa Schubert spielte in der Bundesliga von 1976 bis 1983 auf der Außen/Annahme-Position für den VC Schwerte, mit dem sie 1978 und 1979 Deutscher Volleyball-Meister sowie 1977, 1978 und 1980 Deutscher Pokalsieger wurde. Von 1983 bis 1989 spielte sie beim Ligakonkurrenten USC Münster. Danach kehrte sie nach Schwerte zurück. Christa Schubert spielte 150 mal für die Deutsche Volleyball-Nationalmannschaft.